# Séry-Magneval
Séry-Magneval é uma comuna francesa na região administrativa de Altos da França, no departamento de Oise. Estende-se por uma área de 6,02 km². Em 2010 a comuna tinha 291 habitantes (densidade: 48,3 hab./km²).